# Shlomo Sand
Shlomo Sand (in ebraico שלמה זנד‎?; Linz, 10 settembre 1946) è uno storico e scrittore israeliano, saggista di fama internazionale.

## Biografia
Nasce a Linz, Austria, da genitori giudeo-polacchi sopravvissuti all'Olocausto. I suoi genitori, di estrazione comunista e anti-imperialista, si rifiutarono di ricevere compensi dalla Germania per i loro trascorsi durante la seconda guerra mondiale. Sand passa i suoi primi anni in un campo profughi speciale, ed emigra con la famiglia a Giaffa nel 1948. Nel 1977 si laurea in storia all'Università di Parigi e nel 1983 è borsista della Fondazione Luigi Einaudi di Torino. Ora è professore di storia all'Università di Tel Aviv.

## L'invenzione del popolo ebraico
È il testo di successo che espone la tesi che il popolo ebraico non è un popolo con una comune origine. È un saggio con un capitolo autobiografico (il titolo in inglese: The Invention of the Jewish People).
Ora ha scritto "L'invenzione della Terra d'Israele: Dalla Terra Santa alla Patria" non ancora tradotta (The Invention of the Land of Israel: From Holy Land to Homeland).
Nel 2013 esce in Francia "Comment j'ai cessé d'être juif", che esce a settembre in Italia, pubblicato dalla Rizzoli, con il titolo "Come ho smesso di essere ebreo".

## Pubblicazioni
- L'invenzione del popolo ebraico, traduzione di Elisa Carandina, Milano, Rizzoli, 2010, ISBN 978-88-17-04451-6.